# Stortjärnen (Norsjö socken, Västerbotten, 723135-168035)
Stortjärnen är en sjö i Norsjö kommun i Västerbotten och ingår i Skellefteälvens huvudavrinningsområde.